# Ambasada Stanów Zjednoczonych w Warszawie

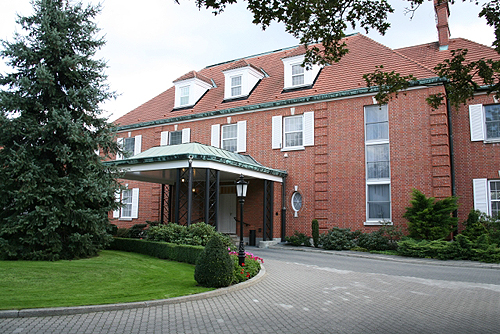
Rezydencja ambasadora Stanów Zjednoczonych w Warszawie przy ul. Idzikowskiego 34 (od 1967)

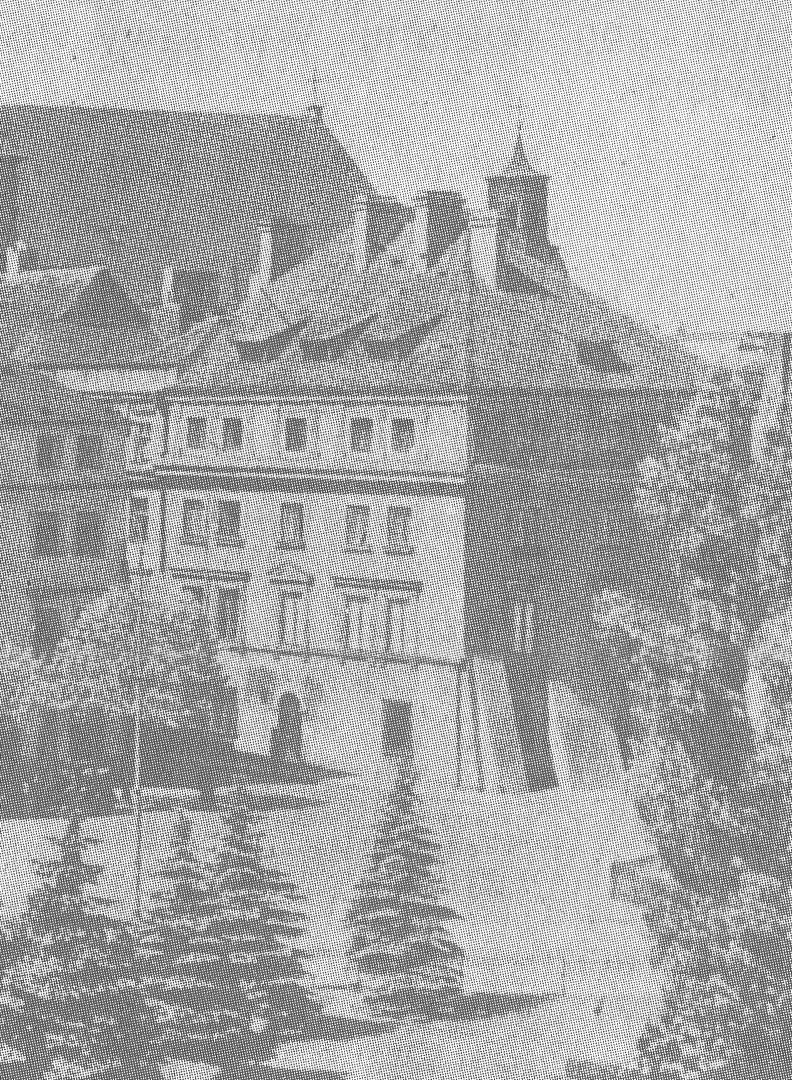
Rezydencja ambasadora w Warszawie w kamienicy Kościelskich przy ul. Świętojańskiej 2 (ok. 1935−1938)

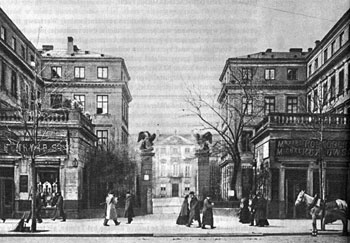
Dawna siedziba konsulatu w pałacu Czapskich (1905, 1910–1911); rezydencja ambasadora (1938−1939)

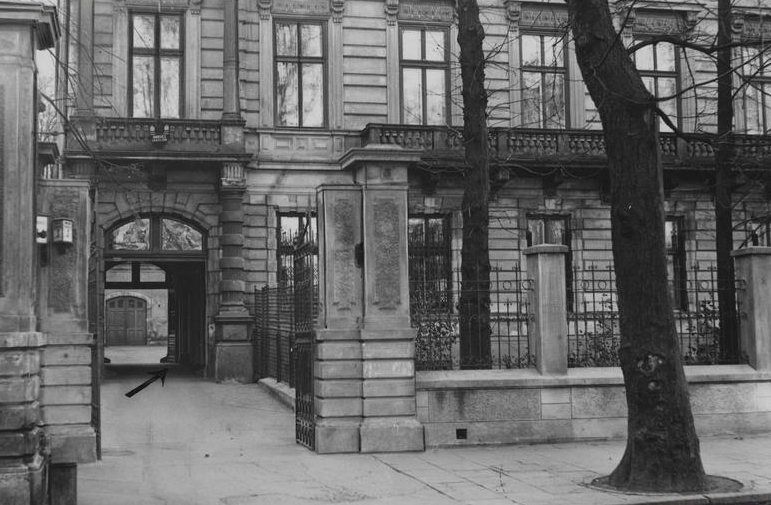
Dawna siedziba ambasady w pałacu Wołowskiego przy ul. Foksal (1922)

Była siedziba Ambasady w Al. Ujazdowskich 29 (1936–1939)

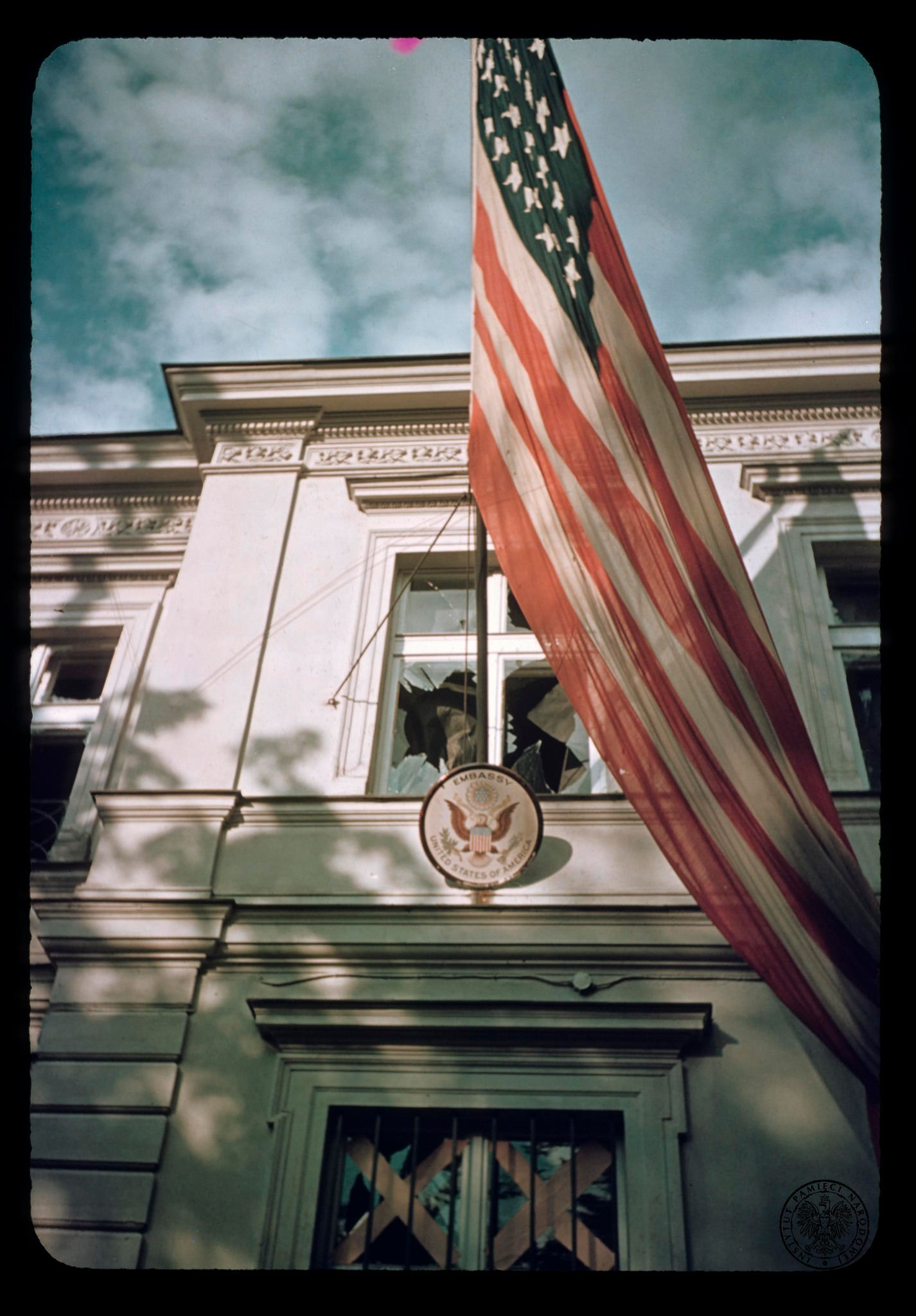
Ambasada USA w Warszawie w Al. Ujazdowskich 29 podczas hitlerowskiego bombardowania w trakcie obrony Warszawy w 1939

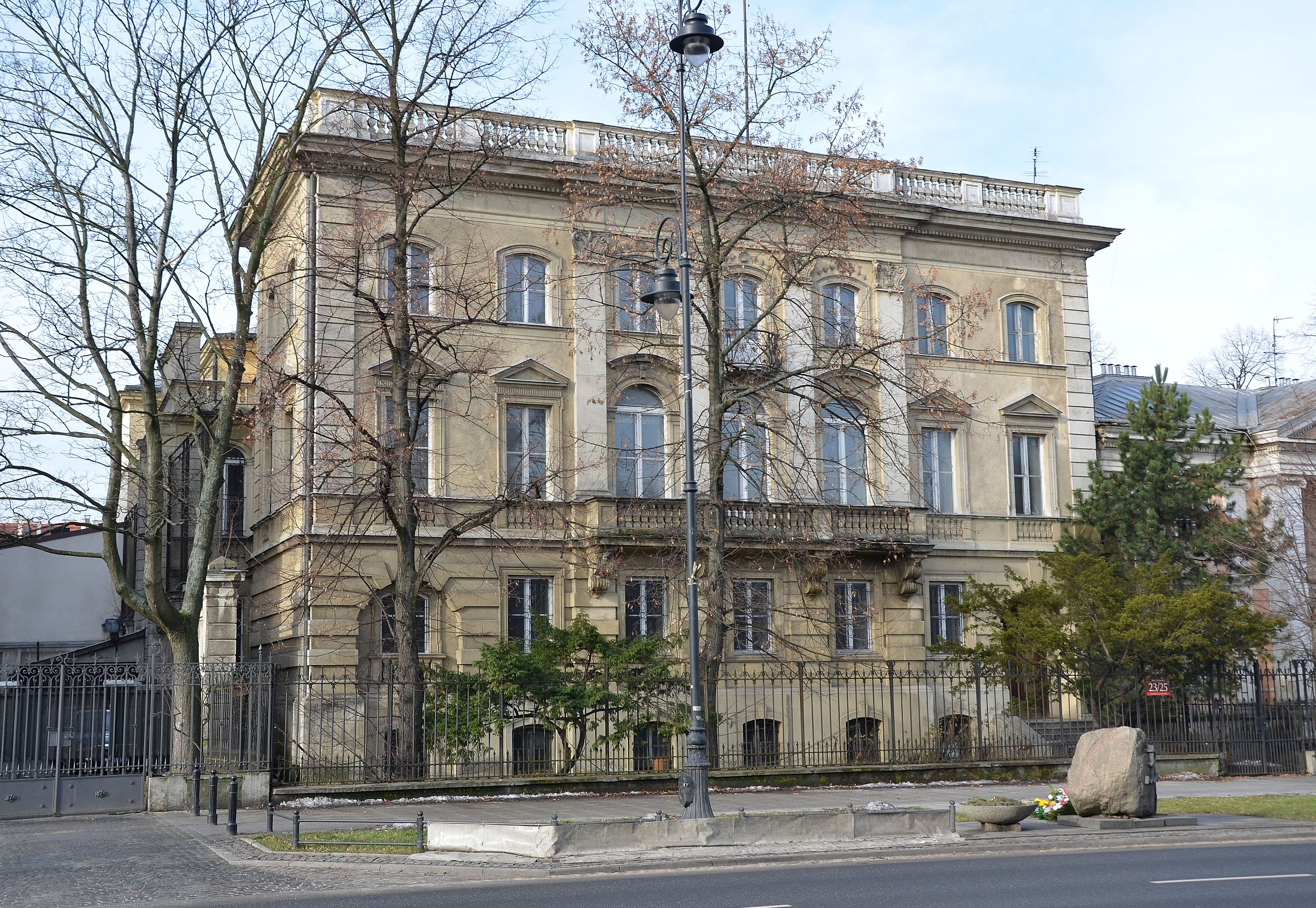
Dawna siedziba ambasady w willi Gawrońskich (1948–1953)

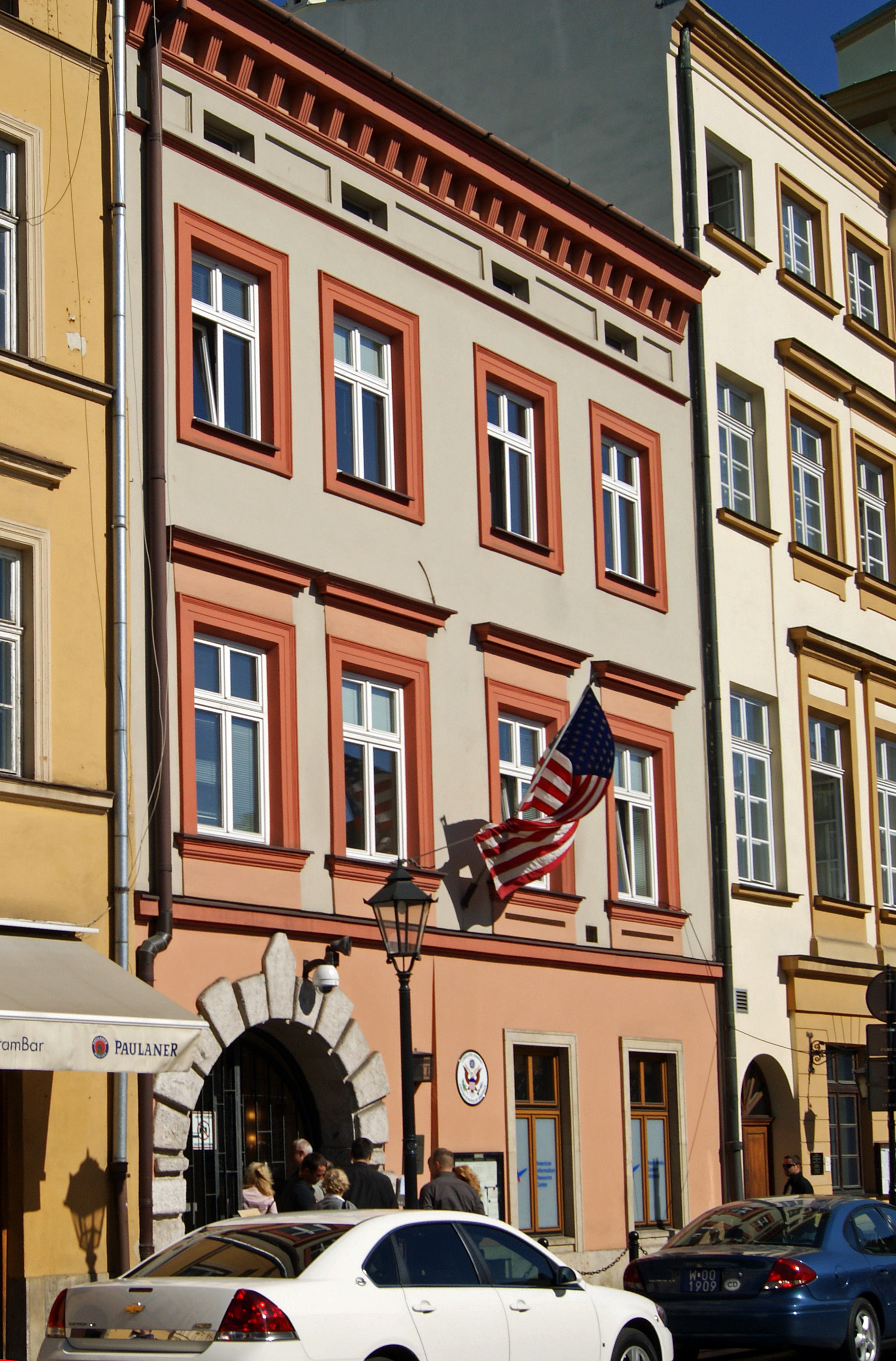
Konsulat Generalny Stanów Zjednoczonych Ameryki w Krakowie przy ul. Stolarskiej 9 (1974-)

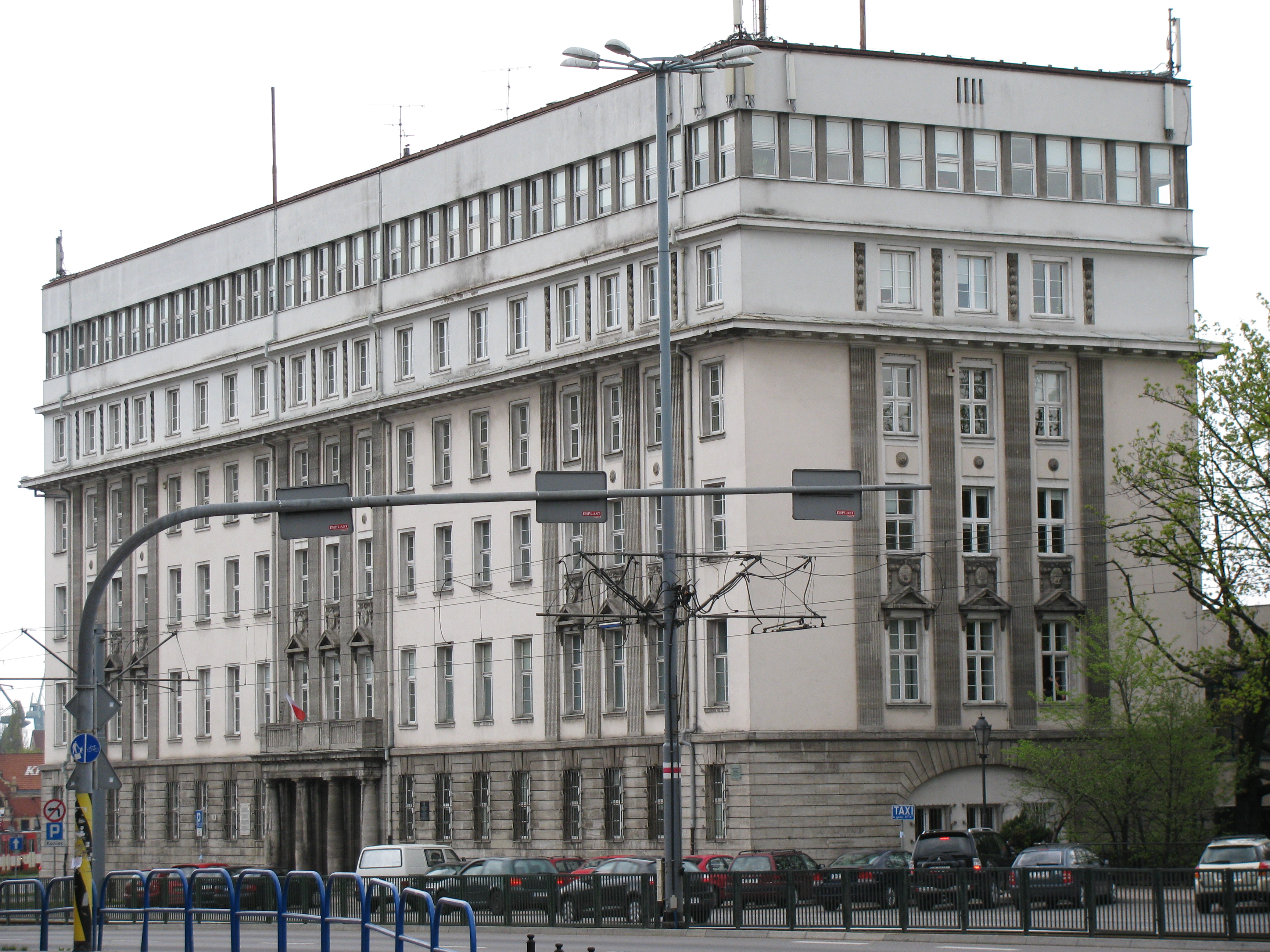
Dawna siedziba Konsulatu Stanów Zjednoczonych Ameryki w Gdańsku przy Elisabethwall (1922–1939)

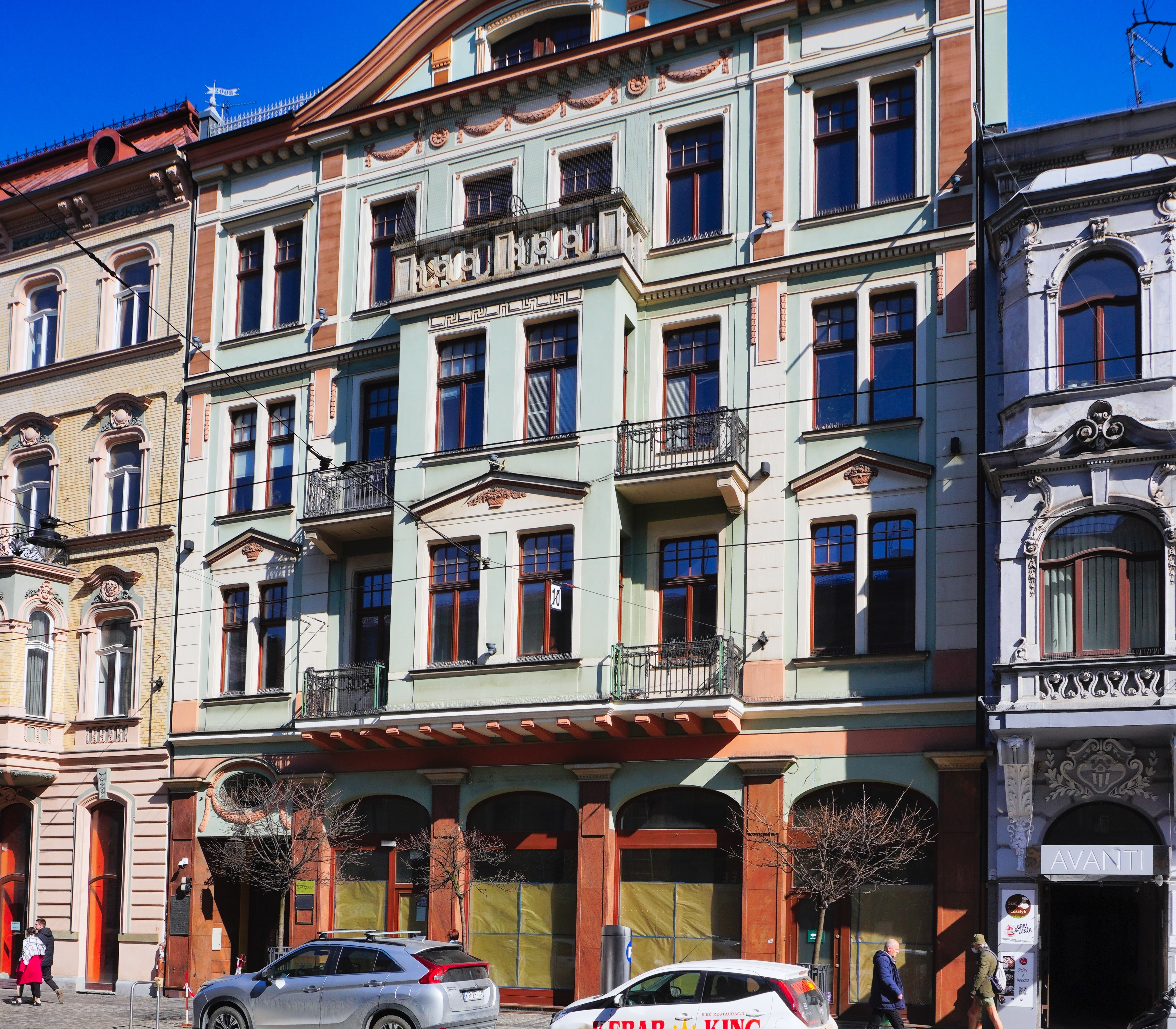
B. siedziba Konsulatu Stanów Zjednoczonych w Krakowie przy ul. Karmelickiej 9 (1947)

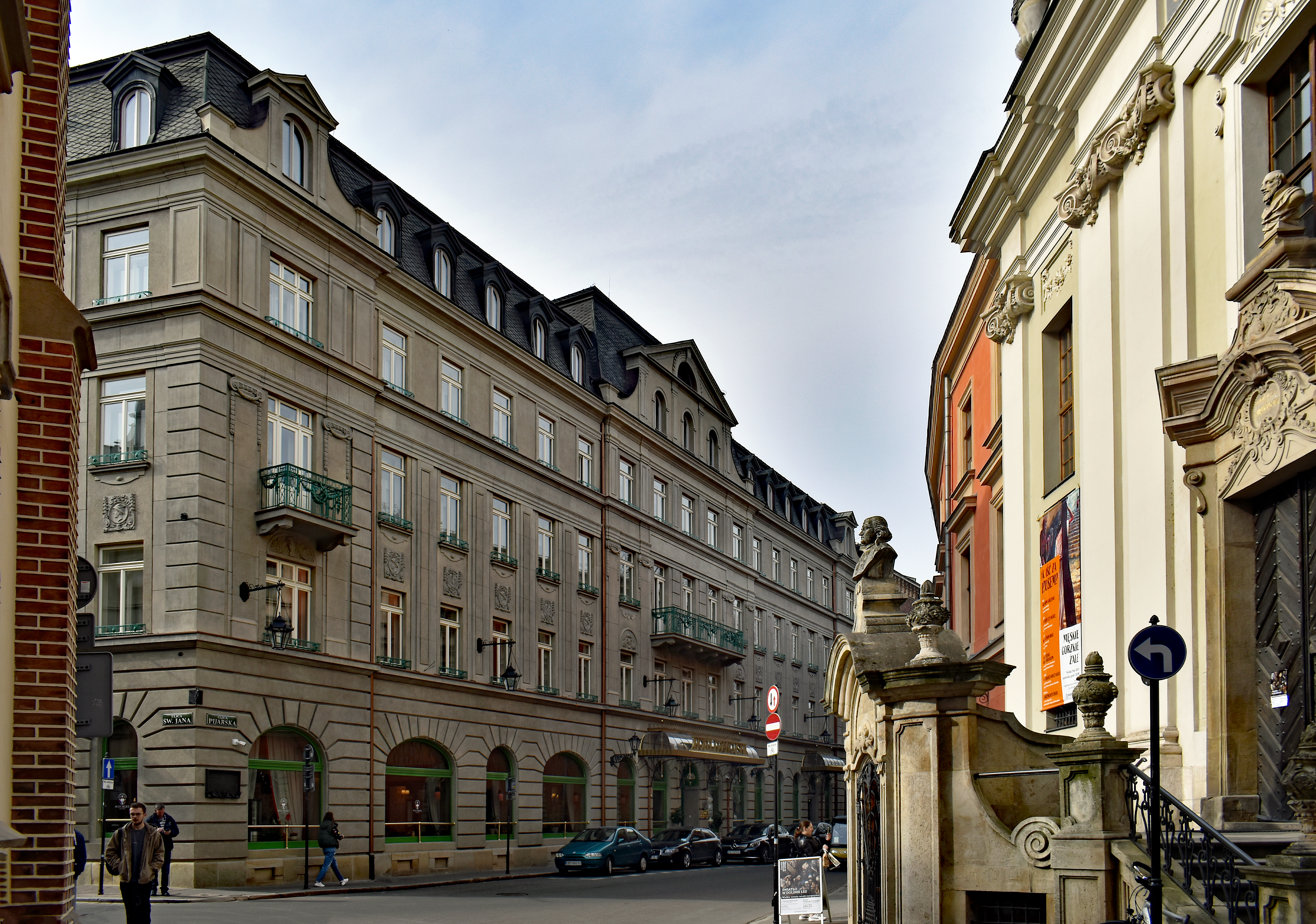
Była siedziba Konsulatu Stanów Zjednoczonych w Krakowie w hotelu Francuskim przy ul. Pijarskiej 13 (1946)

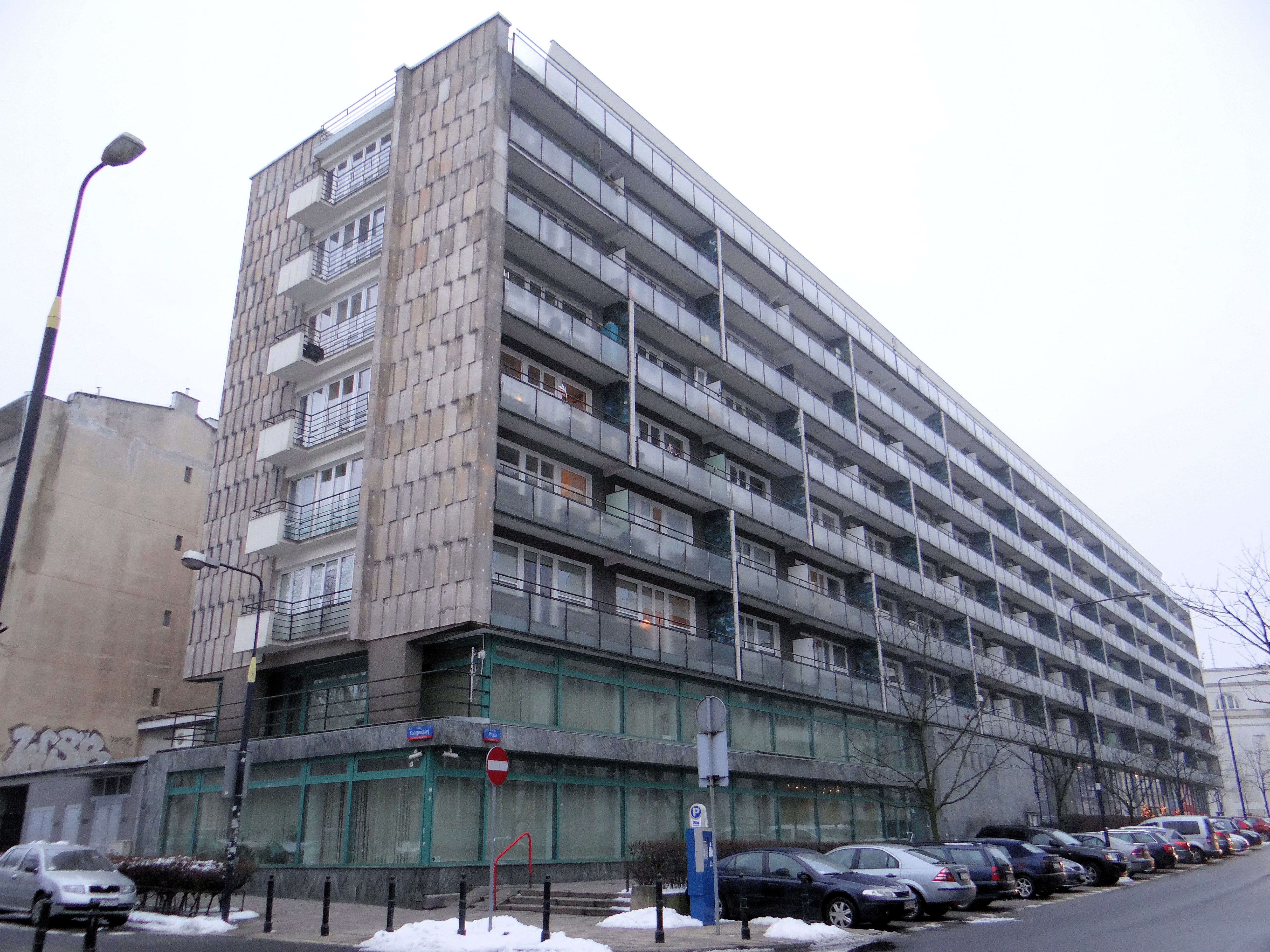
B. siedziba Ośrodka Informacji Handlowej i Technicznej USA przy ul. Wiejskiej 20 (1975-1991)

Ambasada Stanów Zjednoczonych w Warszawie (ang. U.S. Embassy Warsaw) – placówka dyplomatyczna Stanów Zjednoczonych w Polsce mieszcząca się w Warszawie na Alejach Ujazdowskich 29–31.

## Podział organizacyjny
- Sekcja Polityczna (ang. Political Section)
- Sekcja Ekonomiczna (ang. Economic Section)
- Sekcja Konsularna (ang. Consular Section), ul. Piękna 14
- Sekcja Spraw Publicznych (ang. Public Affairs Section)
  - Amerykańskie Centrum Źródeł Informacji (ang. American Information Resource Center – AIRC), ul. Piękna 14
- Sekcja Handlowa (ang. Commercial Section), Przedstawicielstwo Służby Handlowej Stanów Zjednoczonych (ang. U.S. Commercial Service), ul. Koszykowa 54
- Sekcja Rolna (ang. Agricultural Section), Przedstawicielstwo Zagranicznej Służby Rolnej (ang. Foreign Agricultural Service – FAS)
- Sekcja Bezpieczeństwa Regionalnego (ang. Regional Security Office)
- Sekcja Zarządzania (ang. Management Section)
- Biuro Attaché Wojskowego (ang. Defense Attaché Office)
- Biuro Współpracy Wojskowej (ang. Office of Defense Cooperation)
- Przedstawicielstwo Federalnego Biura Śledczego (ang. Federal Bureau of Investigation – FBI)
- Przedstawiciel Drug Enforcement Administration (DEA)
- Przedstawiciel Administracji ds. Bezpieczeństwa Transportu (ang. Transportation Security Administration – TSA)
- Konsulat Generalny w Krakowie (ang. Consulate General Krakow), ul. Stolarska 9
- Szkoła Amerykańska w Warszawie (ang. American School of Warsaw), Bielawa, ul. Warszawska 202, Konstancin-Jeziorna (od 1953)

## Historia przedstawicielstw

### Do I wojny światowej
Służba konsularna Stanów Zjednoczonych na terenie dzisiejszej Polski, na terytorium ówczesnego Imperium Rosyjskiego, była obecna już w latach 1871–1917. Konsulat mieścił się w Warszawie m.in. przy ul. Senatorskiej 31 (1876-1879), ul. Erywańskiej 4b (1880-1882), ul. Erywańskiej 6a (1883–1887), obecnie nie istnieje, ul. Erywańskiej 12 (1888–1903), obecnie nie istnieje, kolejne – w Pałacu Czapskich przy ul. Krakowskie Przedmieście 5 (1905), ul. Smolnej 10 (1909), obecnie nie istnieje, ul. Krakowskie Przedmieście 5 (1910–1911) i w kamienicy Taubenhausa w al. Ujazdowskich 18, róg ul. Matejki 9 (1912–1913), obecnie nie istnieje.
Na terenie Królestwa Prus Stany Zjednoczone utrzymywały placówki konsularne m.in.:
- w Gdańsku (1836–1916), przy Brotbänkergasse 705, obecnie ul. Chlebnicka 38 lub 39 (1839), Krebsmarkt 7, ob. Targ Rakowy (1867–1872), Fleischergasse 34, ob. ul. Rzeźnicka (1874–1880), Brotbänkergasse 11 (1884), Frauengasse 45, ob. ul. Mariacka (1886–1888), w Domu Schlütera przy Jopengasse 2, ob. ul. Piwna (1890–1899), Jopengasse 51 (1900), Jopengasse 64 (1902–1903), Hundegasse 43, ob. ul. Ogarna (1904–1905), Langermarkt 45, ob. Długi Targ (1907–1914), Große Wollwebergasse 4, ob. ul. Tkacka (1915), Jopengasse 64 (1916–1917), początkowo jako agencja konsularna, od 1906 w randze konsulatu
- w Gubinie (1897–1898), agencja konsularna
- w Szczecinie (1798–1917), konsulat (1798–1816), konsulat generalny (1816–1819), konsulat (1829–1917), przy Rosengarten 1, ob. ul. Podgórna (1881-1884), Hohenzollernstraße 1, ob. ul. Bolesława Krzywoustego (1885-1888), Birten-Allee 40, ob. ul. Malczewskiego (1890-1892), Lindenstr. 30, ob. al. 3 Maja (1893), Große Wollweberstraße 19, ob. Tkacka (1894-1895), Augustaplatz 1, ob. pl. Lotników (1896-1897), Königsplatz 4, ob. pl. Żołnierza Polskiego (1898-1909), Königsplatz 14 (1910-1913), Königsplatz 1 (1914-1916), Augustastraße 44, ob. ul. Małopolska (1917)[6]
- w Świnoujściu (1905–1911), agencja konsularna
- w Toruniu (1906–1916), konsulat przy Waldauerstr./ul. Wałdowskiej, obecnie Curie-Skłodowskiej 27
- we Wrocławiu (1875–1917), agencja konsularna przy Junkernstraße 2, ob. ul. Ofiar Oświęcimskich (1875–1877), konsulat przy Gartenstraße 10, ul. Józefa Piłsudskiego (1877–1878), Wallstraße 20, ul. Włodkowica (1878–1879), Museumplatz 13, pl. Muzealny (1879–1880), Museumstraße 7, ul. Muzealna (1880–1882), Tauentzienstraße 13, ul. Tadeusza Kościuszki (1882–1887), Zwingerplatz 5, pl. Teatralny (1887–1890), Agnesstraße 1, ul. Bałuckiego (1890–1893), Höfchenstraße 67, ul. Tadeusza Zielińskiego (1893–1894), Kaiser-Wilhelm-Straße 9, ul. Powstańców Śląskich (1894–1900), Schweidnitzer Stadtgraben 28, ul. Podwale (1900–1904), Körnerstraße 11, ul. Trwała (1904–1914), Elsasserstraße 12, ul. Zaolziańska (1914–1917),
- w Żarach (1898–1911), agencja konsularna

### Po I wojnie światowej
Pierwsze amerykańskie przedstawicielstwo dyplomatyczne w Warszawie powołano w 1919; jego siedzibą w randze poselstwa (American Legation), był przez kilka miesięcy Hotel Bristol, później pałac Zamojskich przy ul. Senatorskiej 37 (1919–1923), następnie pałac Wołowskiego, nazywany też pałacem Bourbona przy ul. Foksal 3 (1923–1930). Następnie przedstawicielstwo w 1930 podniesione do rangi ambasady, przeniesiono do pałacu Potockich przy ul. Krakowskie Przedmieście 15 (1932), do kamienicy Bohdanowicza w Al. Ujazdowskich 11 (1933–1936), i do willi Stanisława Lilpopa z 1852 (proj. Jan Heurich „starszy”) w Al. Ujazdowskich 29, w którym mieściło się do 1939. Z chwilą inwazji niemieckiej na Polskę ambasadę przeniesiono do Paryża (1939–1940), a następnie do Londynu (1940–1945).
Biuro handlowe znajdowało się przy ul. Jasnej 11 (1923), ul. Szkolnej 2 (1924-1925), w Al. Ujazdowskich 36 (1930), a następnie 47 (1937-1939).
Stany Zjednoczone utrzymywały też konsulat w Warszawie (konsulat generalny) (-1941): w willi Marconiego z 1843 (proj. Henryk Marconi) w Al. Jerozolimskich 35 róg ul. Marszałkowskiej 101 (1923), w kamienicy braci Arona i Izraela Bachrachów przy ul. Jasnej 11; 24 pokoje I piętra (1923-1928),

### Po II wojnie światowej
W okresie 1945–1947 ambasada była zlokalizowana w hotelu Polonia w Alejach Jerozolimskich 45, następnie w willi/pałacyku Gawrońskich w Al. Ujazdowskich 23, ówcześnie al. Stalina (1948–1953), w willi Wernickiego w Al. Ujazdowskich 31 (1957−1959), w przebudowanym pałacu Mokronowskich przy ul. Kościelnej 12 (1961–1962). Po rozebraniu w 1963 willi Lilpopa oraz Willi Wernickiego, na ich miejscu władze amerykańskie wybudowały (proj. Welton Becket and Associates z Los Angeles) nową siedzibę, która służy im do dziś (od1963). W 1968 oddano też do użytku aneks od ul. Pięknej.
Przy Ambasadzie USA funkcjonowały:
- placówka Służby Informacyjnej Stanów Zjednoczonych (United States Information Service) przy ul. Pięknej 1b (1947[20]-1951[21]),
- udzielające wiz do RFN Biuro Przepustek do Niemiec (Travel Permit Office for Germany) przy ul. Pięknej 3 (1951[22]-1957[23]), następnie przy ul. Jezuickiej 2 (1964),
- Komisja Roszczeń (American Claims Commission), z siedzibą początkowo w budynku ambasady, następnie w kamienicy Demelmajerów z 1770 przy ul. Nowy Świat 58a (1960–1967), oraz
- Szpital Amerykański (American Hospital) w obiekcie firmy Roche z 1933 (proj. Romuald Gutt) przy ul. Rakowieckiej 19 (1951[22]), w którym wcześniej mieściło się poselstwo Szwajcarii (1948-1950), następnie w budynku pomieszczono ambasady – Holandii (1964-1990), Danii (1996-2006), obecnie Turcji (2017-).

Od II wojny światowej Stany Zjednoczone utrzymywały/utrzymują urzędy konsularne:
- w Gdańsku: 1945 konsulat generalny, 1946 konsulat; mieścił się w Sopocie w Willi Piotrowskiego przy ul. Kościuszki 41 (1946), a następnie w Gdańsku w willi z ok. 1900[24] w al. Grunwaldzkiej 1 (1947[25]-1954)[26].
- w Krakowie: 1946–1947 konsulat; początkowo w 1946, mieścił się w hotelu Francuskim z 1912 (proj. Zbigniewa Odrzywolskiego i Bronisława Colonna-Czosnowskiego) przy ul. Pijarskiej 13/ul. św. Jana 32[27], w 1947 w kamienicy z 1910 (proj. Józefa Wilczyńskiego, Alfreda Kramarskiego i Jana Perosia) przy ul. Karmelickiej 9[28], od 1974 konsulat generalny w budynku z XIV w., który poddawano wielokrotnym przebudowom, przy ul. Stolarskiej 9; rezydencja konsula mieści się w willi z 1927 przy al. Grottgera 12 (2014).
- w Poznaniu: w okresie 1946–1947 był to konsulat, 1947–1949 wicekonsulat, 1949–1951 konsulat, 1959–1992 konsulat, 1992–1996 konsulat generalny, z siedzibą początkowo w hotelu „Continental” przy ul. Św. Marcin 36 (1946), ul. Rzeczypospolitej 9 (1946), ob. ul. Nowowiejskiego[29], ul. Fredry 8 (1946–1948)[30], przy ul. Chopina 4 (1959–1995)[31] i ostatnio w hotelu Bazar przy ul. Ignacego Paderewskiego 8.

### Sekcja handlowa/promocji handlu
W okresie międzywojennym biuro handlowe znajdowało się przy ul. Jasnej 11 (1923), ul. Szkolnej 2 (1924-1925), w Al. Ujazdowskich 36 (1930), a następnie 47 (1937–1939).
W 1972 otwarto placówkę promocji handlu pod nazwą Ośrodka Informacji Handlowej i Technicznej USA, który kolejno funkcjonował przy ul. Wiejskiej 20 (1975-1991), Ośrodka Rozwoju Handlu (Trade Development Center) w Alejach Jerozolimskich 56c (1996–2003), Sekcji Handlowej przy ul. Poznańskiej 2–4 (2004–2014), obecnie przy ul. Koszykowej 54 (2014–).

### Rezydencja ambasadora
W okresie międzywojennym poseł mieszkał w kamienicy Kościelskich przy ul. Świętojańskiej 2, róg pl. Zamkowego (ok. 1935–1938), w pomieszczeniach zajmowanych później przez Ambasadę Rumunii. Funkcję rezydencji ambasadora pełnił też pałac Czapskich przy ul. Krakowskie Przedmieście 5 (1938–1939).
W 1948 rezydencja ambasadora mieściła się w pałacyku Z. Okoniewskiego z 1900 przy ul. Emilii Plater 17, obecnie stanowiącym rezydencję ambasadora Maroka. Współcześnie 30-pokojowa rezydencja ambasadora USA mieści się przy ul. Idzikowskiego 34. Oddano ją do użytku w 1967, kiedy ambasadorem Stanów Zjednoczonych w Polsce był John A. Gronouski. W jednym z apartamentów Henry Kissinger nocował w czasie prowadzonych w Warszawie poufnych rozmów amerykańsko-chińskich.

## Kierownicy przedstawicielstwa
- 1871–1872 – Charles de Hofman, wicekonsul
- 1875–1898 (1901) – Joseph Rawicz, konsul honorowy (1829–1901)
- 1901 – Bolesław Horodyski, wicekonsul
- 1901 – Angus Campbell, konsul[39]
- 1902–1903 – Hernando de Soto, wicekonsul (1866–1928)
- 1903–1905 – Clarence R. Slocum, konsul (1870–1912)
- 1907–1908 – Hernando de Soto, konsul
- 1908–1909 – George N. Ifft, konsul (1865–1947)
- 1910 – Felix W. Smith, wice– i zastępca konsula (1872–1920)
- 1914 – dr Thomas E. Heenan, konsul (1848–1914)
- 1914–1917 – Hernando de Soto, konsul

oraz
Ambasadorowie Stanów Zjednoczonych w Polsce